# Brosnahan Island
Brosnaham Island ist eine 1,5 km lange Insel vor der Hillary-Küste am Westrand des antarktischen Ross-Schelfeises. Sie liegt 18 km nordöstlich des Kap Murray.
Der United States Geological Survey kartierte sie anhand eigener Tellurometervermessungen und Luftaufnahmen der United States Navy aus den Jahren von 1959 bis 1963. Das Advisory Committee on Antarctic Names benannte sie 1965 nach James Joseph Brosnahan (1921–2005), Navy-Kommandeur der Überwinterungsmannschaft auf der McMurdo-Station im Jahr 1961.